# Тілесна цілісність
Тілесна цілісність ― недоторканість фізичного тіла, підкреслює важливість особистої автономії, суверенітет особистості та самовизначення людей над власним тілом. У галузі прав людини порушення тілесної цілісності іншого (іншої) розцінюється як неетичне порушення, нав'язливе і, можливо, злочинне.
Тілесна цілісність ― одна з десяти основних можливостей американської філософині Марти Нусбаум, визначена нею як: «Можливість вільно пересуватися з місця на місце; можливість бути захищеною від насильства, включаючи сексуальне насильство... мати можливості для сексуального задоволення та вибору у питаннях відтворення». Конфіденційність також включається як частина цілісності тіла.
Міжнародний пакт про громадянські та політичні права стверджує: «Ніхто не може зазнавати тортур або жорстокого, нелюдського або такого, що принижує гідність, поводження чи покарання. Зокрема, ніхто не може піддаватися без їх вільної згоди медичним або науковим експериментам».

## Права людини
Два ключові міжнародні документи захищають ці права: Загальна декларація прав людини та Міжнародний пакт про громадянські та політичні права. Крім того, Конвенція про права осіб з інвалідністю також вимагає захисту фізичної та психічної цілісності.
Проєкт «Права людини та конституційні права», що фінансується Юридичною школою Колумбії, визначив 4 основні сфери потенційного зловживання з боку урядів: Право на життя, рабство та примусова праця, безпека особи, катування та нелюдське, жорстоке або таке, що принижує гідність, поводження чи покарання. 

## Права жінок
Хоча тілесна недоторканість (відповідно до підходу до можливостей) надається кожній людині, проти жінок частіше чинять насильство на основі статі. Сюди входять сексуальне насильство, небажана вагітність, домашнє насильство та обмежений доступ до контрацепції. Ці принципи були розглянуті на робочій конференції ККЛ з прав жінок як прав людини. Конференція визначила тілесну цілісність як право, якого заслуговують усі жінки: «Тілесна недоторканість об'єднує всіх жінок і жодна жінка не може сказати, що це не стосується її». 
Як визначили на конференції, жінкам повинні гарантуватися такі права на недоторканність тіла:
- Свобода пересування
- Безпека особи
- Репродуктивні права
- Жіноче здоров’я
- Порушення ізоляції жінок
- Освіта
- Мережа[10]

## Права на цілісність статевих органів
Існує проблема примусового обрізання дітей у несвідомому віці (інтерсекс-операції, калічення вульви). Активістів, які виступають проти модифікації та каліцтва геніталій, іноді називають інтактивістами (портманто) або активістами цілісності геніталій, які прагнуть захищати права жінок, чоловіків та інтерсекс дітей та немовлят на збереження їх статевих органів цілими, щоб підвищити обізнаність про примусове каліцтво геніталій і заборонити його та мимовільне чи примусове обрізання дітей на міжнародному рівні. Спеціально для цього були створені різні організації, інші організації заявили про свою підтримку руху. Деякі інтактивісти вважають себе ЛГБТ-соціальним рухом і беруть участь у прайдах ЛГБТ-гордості з 2006 року.  Інтактивісти також сприяють тілесній цілісності.

## Права дітей
Дебати щодо прав дітей на недоторканність тіла посилилися за останні роки. Після широко розрекламованого суду над Джеррі Сандускі батькам все частіше пропонується пропагувати почуття тілесної цілісності своєї дитини як метод зменшення вразливості дітей до сексуального насильства, торгівлі людьми та дитячої проституції.
Методи підвищення почуття тілесної автономії у дітей включають:
- Дозволяючи дітям вибирати, коли обійматись / цілуватись,
- Заохочення дітей до спілкування про особисті кордони,
- Пропозиція альтернатив обіймам і поцілункам (наприклад, п’ятірка, рукостискання тощо).